# Chlamys (Mantel)

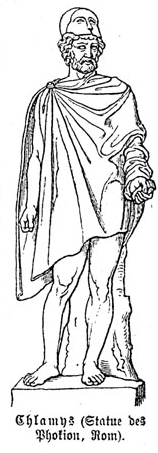
Chlamys

Die Chlamys (altgriechisch χλαμύς chlamýs) war in der Antike ein kurzer Reit- und Reisemantel, der aus Makedonien oder Thessalien stammte und sich bald in ganz Griechenland, später im ganzen Römischen Reich verbreitete; sie bestand grundsätzlich aus einem rechteckigen Stück Tuch, das über die linke Schulter geworfen und auf der rechten Schulter mit einer Spange zusammengehalten wurde.

## Beschreibung und Verwendung
Die Griechen hatten außer der kurzen Chlamys auch eine längere Chlaina im Gebrauch, die ebenfalls als Mantel getragen und des Nachts zur Bedeckung gebraucht wurde. Die Chlamys war wie die Chlaina aus Wolltuch, bei Armen von der natürlichen Farbe der Wolle, bei Reichen von feinerem Stoff und meistens schwarz, und diente besonders den jungen Männern (ἔφηβος éphēbos), die vom 18. bis 20. Lebensjahr zu Pferde die Wache in vielen Städten versahen und sich auf den Kriegsdienst vorbereiteten, als einzige Bekleidung direkt auf dem nackten Körper.
Die Vornehmeren kleideten sich auch in scharlachrote, die höchsten Militärpersonen in purpurne Chlamydes. Später ging diese Tracht auf alle Stände über. Der Anstand erforderte, dass man den Mantel beim Umwerfen geschickt über die linke Schulter zu schwingen wusste, so dass er weder vorn noch hinten aufschleppte. Von den Griechen kam die Chlamys, aber nun als Oberbekleidung, früh zu den Römern, die sie sagum oder, in leicht abgewandelter Form, paludamentum nannten. Hier wurde die Agraffe in der Folge immer größer und kostbarer. Das paludamentum kennzeichnete römische Soldaten, während man in Rom während Republik und Prinzipat als Zivilist normalerweise eine Tunika oder eine Toga trug.
Die Soldaten, die nur das Sagum allein trugen, hießen deshalb Chlamydes. Auch auf Reisen bediente man sich dieses Gewandes. Die hohen Offiziere und die Kaiser trugen es scharlach- oder purpurrot. In der Spätantike, als die Toga immer mehr außer Gebrauch kam, wurde die Chlamys auch Tracht im Frieden: Ab Diokletian galt grundsätzlich jeder, der im Dienst des Kaisers stand, formal als Soldat (miles); auch die Tätigkeit im zivilen Bereich war nun eine militia, weshalb die Amtsträger jetzt meist Chlamys und Soldatengürtel (cingulum) trugen. Nur die Konsuln und Stadtpräfekten von Rom und Konstantinopel trugen noch im 6. Jahrhundert bei öffentlichen Auftritten grundsätzlich die Toga.